# Ludovicotrofia
Ludovicotrofia (del latín Ludovicus y el griego trophé, alimento) es el título de una obra escrita por Héronard, médico de Luis XIII, rey de Francia, en la cual se consignan día por día y hora por hora los alimentos que tomaba dicho soberano, las deyecciones que hacía y los síntomas de las enfermedades por él padecidas.
La obra consta de 6 volúmenes en folio manuscritos.